# 区家庄
区家庄，位于中国广东省佛山市禅城区福贤路居仁里，为清乾隆年间富商区氏所建的家族庄宅建筑，面积约1500平方米。1989年6月10日，列入佛山市文物保护单位。